# Valentinus d'Arles
Valentinus d’Arles est un Évêque d’Arles (c.343-347).

## Biographie
Bien que non mentionné sur les diptyques épiscopaux arlésiens, Valentinus d’Arles est connu par sa participation au pseudo-concile de Cologne le 12 mai 346, organisé contre l'évêque de la ville Euphrate qui niait la divinité de Jésus-Christ. Toutefois selon Louis Duchesne, ce point ne serait pas démontré. 
En 343, il avait également participé avec d'autres évêques de Gaule au concile de Sardique, en Illyrie, contre les Ariens.
En absence d'informations complémentaires, on ne peut que conjoncturer les raisons de son absence des diptypes épiscopaux. A-t-il soutenu un dogme hétérodoxe ? A-t-il été destitué ? Probablement, comme son successeur Saturnin, lui aussi historiquement connu mais absent des diptyques épiscopaux.

### Sources
- Joseph Hyacinthe Albanés - Gallia christiana novissima; ouvrage accessible sur Gallica ici
- Louis Duchesne – Fastes épiscopaux de l’ancienne Gaule, accessible ici